# Chitarrone
Le chitarrone est un instrument de musique à cordes pincées qui fait partie de la famille des luths. Il est remarquable par son manche souvent très allongé. Le chitarrone est un parent des instruments à cordes pincées actuels : luth, mandoline, guitare, domra, bandouria.
Le chitarrone est apparu en Italie au XVIe siècle et fut très utilisé pour l'accompagnement du chant essentiellement.
À partir de 1600, le terme semble employé comme synonyme de théorbe, le terme de chitarrone ayant désigné tout d'abord un luth basse, sans longues cordes (grand jeu) très graves. Lorsque des cordes longues furent ajoutées, plus rien ne distinguait un instrument de l'autre, et les deux termes semblent bien, dès lors, équivalents.

## Compositions pour chitarrone
- Pièces pour luth et chitarrone : livres 1 et 2 d'Alessandro Piccinini.